# Daniel Raisbeck

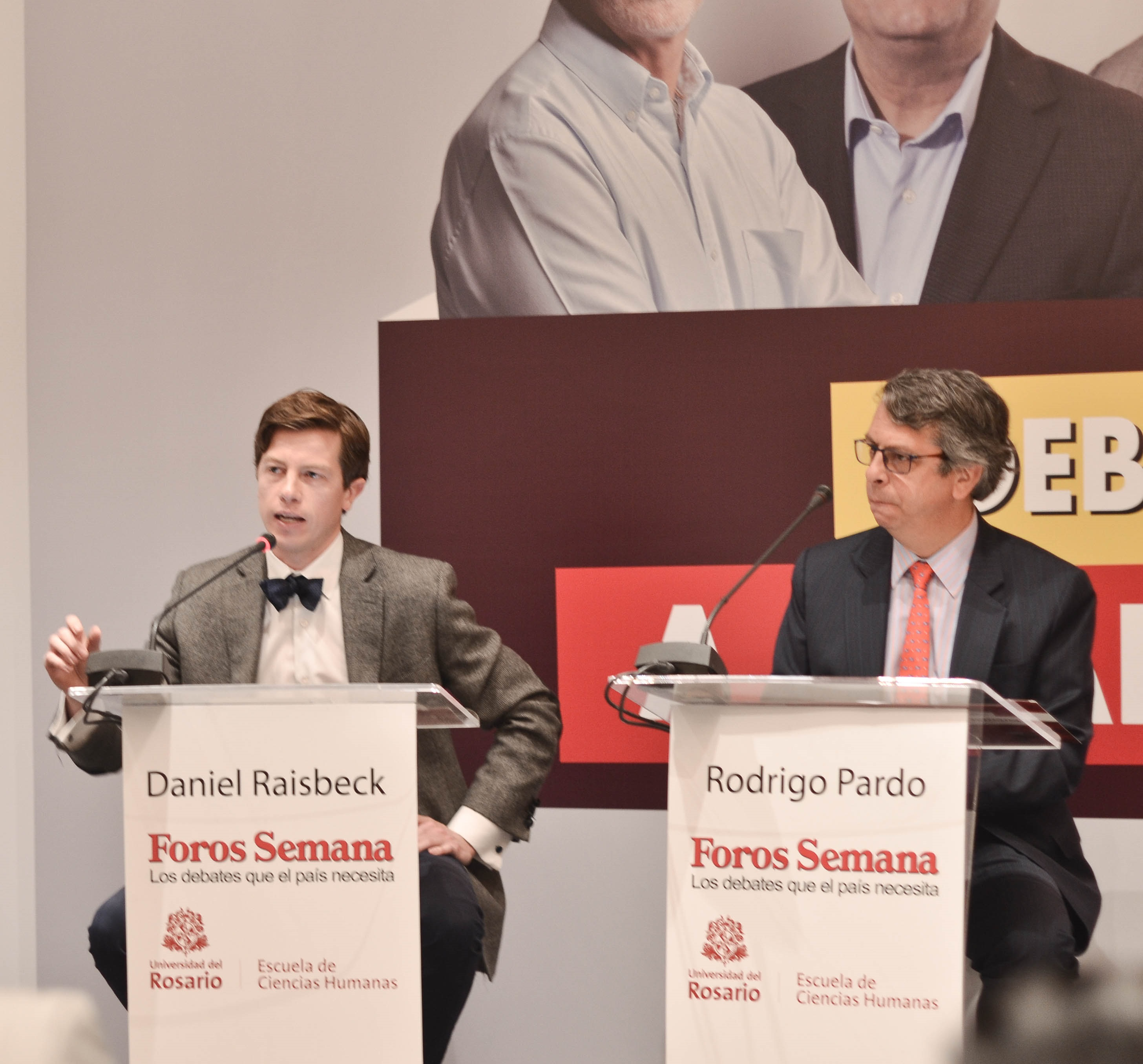
Daniel Raisbeck en un debate de la Revista Semana y la Universidad del Rosario junto a Rodrigo Pardo.

Daniel Sean Raisbeck López (Bogotá, 31 de enero de 1982) es un historiador, columnista y profesor colombiano de orientación Libertaria. Ha sido candidato a la Cámara de Representantes por Bogotá y a la Alcaldía Mayor de Bogotá. Es fundador del Movimiento Libertario de Colombia.

## Biografía
Hijo del abogado James Raisbeck, quien pertenece a una segunda generación de inmigrantes escoceses. Por parte materna es descendiente directo de Santiago Fraser, oficial de la Legión Británica y prócer de la Independencia colombiana.

### Formación Académica
Hizo su bachillerato en el Colegio Nueva Granada de Bogotá y el Gulliver Preparatory School de Miami. Realizó sus estudios universitarios de pregrado en latín y griego antiguo en la Universidad George Washington y posteriormente cursó su mágister en esa misma área en las universidades de Georgetown y Tulane. Entre los años 2009 y 2012 trabajó en la Facultad de Historia de la Universidad Libre de Berlín, en donde escribió una tesis doctoral sobre la evolución de la estrategia de fronteras en el noroccidente del Imperio Romano, que defendió en el año 2014 y por la que obtuvo el grado cum laude.

### Trayectoria Profesional
Fue director del Archivo Histórico de la Universidad del Rosario entre los años 2012 y 2015, y en ese tiempo fue profesor de la cátedra de latín, griego clásico e historia grecorromana de esa misma universidad. También ejerció la docencia en la Universidad Libre y la Universidad Sergio Arboleda como profesor de teoría política entre los años 2015 y 2017. Raisbeck ha sido columnista para "Ámbito Jurídico", "Libremente" (Cato Institute), Semana y PanAm Post, portal en el que además fue editor en jefe por un espacio de dos años. 
Aparte de su carrera como profesor y columnista, Raisbeck ha sido investigador asociado de diversos think tanks como el "Cato Institute"; "Initiative for Free Trade" y, desde el año 2020, "Reason Foundation". De igual manera fue fundador del "Centro de Innovación y Liderazgo (CIT)", think tank asociado a la Universidad La Gran Colombia que funcionó entre los años 2018 y 2019.

## Trayectoria Política

### Campaña a la Cámara de Representantes
En el marco de las elecciones al Congreso en 2014, Raisbeck se presentó como candidato a la Cámara de Representantes por el Partido Conservador y fórmula del entonces senador Juan Mario Laserna, que buscaba ser reelegido en el cargo. Su propuesta de agenda legislativa giraba en torno a la reducción de impuestos, la legalización de estupefacientes, así como ampliar el modelo de colegios en concesión. No obstante los votos que recogió no le alcanzaron para ocupar una curul. Sus propuestas, que fueron consideradas demasiado liberales para el Partido Conservador, hicieron que luego de las elecciones Raisbeck abandonara el partido y creara, en su lugar, el Movimiento Libertario por el que aspiraría un año después a la Alcaldía Mayor de Bogotá.

### Campaña a la Alcaldía de Bogotá
El Movimiento Libertario se creó por medio de firmas avaladas previamente por la Registraduría Nacional con no menos de 50.000 firmas válidas, en concreto, recolectaron más de 100.000 firmas, avalando así dicho movimiento, que daría aval a la candidatura de Raisbeck para las elecciones locales de 2015. 
Durante su campaña Raisbeck aseguró que hay que disminuir el Estado para poder controlar más la corrupción, teniendo pocos funcionarios pero que sean hábiles. Propuso que las obras públicas se financiaran con el dinero disponible o por medio de concesiones, eliminando el cobro de valorización, así como la sobretasa a la gasolina. Durante la campaña fue el más prominente defensor de las plataformas de transporte privado como Uber o Cabify.
En políticas educativas defendió la libertad de decidir qué tipo de colegio quieren los padres para sus hijos, proponiendo que en cada colegio público una asamblea de padres y de alumnos mayores independiente del rector decida si desea permanecer bajo el sistema público o si prefiere que su colegio se opere bajo el modelo de concesión, argumentando que este último ha demostrado mejores resultados académicos que el modelo distrital. Defendió la propuesta de cheques escolares, similar al modelo de Milton Friedman, donde el padre recibe el equivalente anual de lo que le cuesta educar al niño en el sistema público, para que escoja el colegio en el que quiera que estudien sus hijos, sin importar que sea público o privado.
En temas de seguridad defendió el uso de equipos adecuados para la policía, como chalecos antibalas, armas no letales, que deben usar prioritariamente, y cámaras adheridas al cuerpo de forma que quede registro digital de todas sus actuaciones, con lo cual, argumenta Raisbeck, se controla simultáneamente los abusos que se puedan presentar y las denuncias frívolas o malintencionadas contra la policía.

### Movimiento Libertario
Luego de las elecciones a la Alcaldía Raisbeck estuvo en cabeza del Movimiento Libertario, a pesar de no poseer personería jurídica. En 2017 se retiró del Movimiento Libertario y desde entonces no ha expresado interés en volver a participar en algún tipo de elección.

## Posiciones políticas
Daniel Raisbeck se considera a sí mismo un "libertario moderado", siendo principalmente un liberal clásico y minarquista. Sostiene que el papel del estado en la sociedad debe ser "limitado al máximo" y que este debe estar concentrado únicamente en impartir justicia imparcialmente y la proteger de la propiedad privada. Raisbeck considera al ex-congresista estadounidense Ron Paul como la primera persona que influyó en su acercamiento al pensamiento libertario, al coincidir sobre el fracaso de la guerra contra las drogas y, en su lugar, instar a despenalizar el consumo y posesión de estas.   A nivel económico se considera cercano a los postulados de la Escuela Austriaca, especialmente Ludwig von Mises y Friedrich Hayek.

### Partidos Políticos
Ha sido crítico del Partido Liberal Colombiano al asegurar que este no defiende posiciones liberales o libertarias y es, en realidad, afín a la socialdemocracia al estar vinculado a la Internacional Socialista. A pesar de haberse retirado del Partido Conservador Colombiano por estar en desacuerdo con las estructuras de este partido, asegura que este ha tenido exponentes que han representado ideas cercanas al liberalismo auténtico como Álvaro Gómez Hurtado o Juan Mario Laserna. Raisbeck ha abogado por la idea de una "insurgencia libertaria" dentro del Partido Conservador Colombiano similar a la presente en el Partido Republicano de Estados Unidos en cabeza de Ron Paul. 
Raisbeck sostiene que es necesario un balance pragmático entre la academia y la participación activa en política para propagar las ideas libertarias en la sociedad, aunque considera que el sector intelectual no necesariamente debe estar asociado a las universidades, sino que debe originarse principalmente por medio de think tanks que tengan total independencia del estado y, por lo tanto, no comprometan sus ideas.

### Familia
Raisbeck es defensor del concepto aristotélico de la familia como base natural y fundamental de toda sociedad en oposición a la idea totalitaria de considerar a esta como una potencial afrenta a la hegemonía estatal, como el caso de la antigua Esparta. Aunque Raisbeck supone a la familia tradicional como un elemento presente en toda sociedad libre, no desfavorece la existencia de familias que se encuentren fuera del marco tradicional y defiende el matrimonio entre personas del mismo sexo, así como los derechos de la comunidad LGBT.
Se considera provida al afirmar que el pensamiento libertario defiende la vida así como demanda la responsabilidad individual, que se hace presente en un embarazo al hacer una responsabilidad el velar por los derechos que tiene un ser humano que va a nacer. No obstante considera importante que el aborto sea una práctica segura y legal de acuerdo a los casos excepcionales que contempla la legislación colombiana al respecto, pues reconoce que el aborto es una práctica que siempre estará presente en la sociedad.

### Cultura
Se ha mostrado a favor de la migración y la multiculturalidad, sosteniendo que tales pueden brindar grandes y positivos aportes a las sociedades, pero resalta que solo se pueden dar en un marco de respeto por el orden constitucional, y que cada cultura debe ser igual ante la ley sin ningún tipo de privilegio. Raisbeck se ha pronunciado a favor de la tauromaquia en Colombia, y considera que prohibir esta práctica supondría un ataque a las libertades personales de aquellos que visitan este espectáculo. 
Raisbeck reconoce además la importancia de los valores y virtudes del cristianismo en la sociedad, especialmente desde la doctrina calvinista (en la que fue educado), así como los aportes de la Iglesia Católica a las ideas de la libertad por medio de la Escuela de Salamanca.

## Publicaciones
Daniel Raisbeck publica de manera regular en el periódico sobre derecho y jurisprudencia "Ámbito Jurídico". En su columna "Mirada global" el  autor reflexiona sobre problemáticas de carácter político y económico de carácter internacional. Sus publicaciones hacen énfasis en la defensa de los derechos individuales, el libre mercado, la libertad de prensa y el fracaso del colectivismo como herramienta para solucionar los problemas sociales. 
Aparte de sus aportes como columnista, Raisbeck ha sido el coautor y editor de diversos libros académicos sobre historia antigua e historia de Colombia. Entre sus publicaciones se muestra a continuación un pequeño extracto: 
- (2012) Raisbeck, D.: Evolución de la estrategia de fronteras en el noroccidente del Imperio Romano en "VI Jornadas Filológicas in Honorem Enrique Barajas", Universidad Nacional.

- (2019) Raisbeck, D. & Naiden, F.S.: Reflections on Macedonian and Roman Strategy, Universidad la Gran Colombia

- (2019) Bicentenario de Colombia (1810-1830) y la Fundación de la República, Banco de la República y Credencial Historia